# Metachrostis pergrisea
Metachrostis pergrisea là một loài bướm đêm trong họ Erebidae.